# Leština (okres Ústí nad Orlicí)
Leština (německy Leschtina) je obec v okrese Ústí nad Orlicí v Pardubickém kraji. Zahrnuje vesnice Leština, Dvořiště, Doubravice a Podhořany, v nichž žije 350 obyvatel.
Do 1. ledna 2007 náležela do okresu Chrudim. Na návsi stojí kaplička. Jižně od obce se nachází křižovatka silnice II/356 a II/357 a u ní leží leštinský hřbitov. V obci působí zemědělská akciová společnost Zepo.

## Historie
První písemná zmínka o vesnici pochází z roku 1461.